# Iarley
Pedro Iarley Lima Dantas, mais conhecido como Iarley (Quixeramobim,  29 de março de 1974), é um ex-futebolista e atual treinador brasileiro que atuava como atacante e meia. Atualmente está sem clube.
É ídolo do Paysandu, onde ficou conhecido por ter marcado o gol da histórica vitória diante do Boca Juniors, em plena La Bombonera, na Libertadores de 2003, meses depois acabou jogando no próprio Boca Juniors onde também foi ídolo tendo uma bela passagem marcando gols, inclusive contra o River Plate no super clássico, ganhando um campeonato argentino e a Copa Intercontinental (2003) contra o Milan (Itália), também é ídolo no Internacional onde ganhou a Libertadores e Copa do Mundo de Clubes em 2006. Se aposentou em 2014, atuando pelo Ferroviário.
Em 2015, foi convidado a ser comentarista "embaixador" do Internacional na ESPN Brasil, durante a Libertadores.

## Carreira
Começou na base do Ferroviário. Chegou a passar pelo Real Madrid, e depois passado para o Real Madrid B e em outros pequenos times espanhóis no final dos anos 1990, mas não se firmou na Espanha. Em 2000 já de volta ao futebol cearense, para jogar pelo Uniclinic Atlético Clube onde passou apenas um ano.
Em 2001 se transferiu para o Ceará Sporting Club onde participou do que a torcida chamou de Trio Artilheiro, foi o ataque do Ceará formado por Sérgio Alves, Mota e Iarley, nesse ano participou do melhor ataque na história do Ceará em campeonatos brasileiros. Em 2002 se firmou como ídolo do clube sendo campeão estadual pelo clube tirando o tri-campeonato do maior rival Fortaleza.
No ano seguinte, seria um dos reforços do Paysandu para a Copa Libertadores da América em 2003. A equipe paraense faria campanha surpreendente, liderando a sua chave e chegando a sonhar alto: no primeiro jogo das oitavas de final, ganhou do temido Boca Juniors em plena La Bombonera por 1 x 0, com dois jogadores expulsos, com Iarley marcando o histórico gol. Os argentinos, liderados por Carlos Tévez, entretanto, conseguiriam a classificação ao vencer por 4 x 2 no Mangueirão. A campanha mostrou-se especialmente boa para Iarley, contratado pelo próprio Boca em julho.
Jogaria o Clausura de 2003 e o Apertura de 2004 do Boca Juniors. Impressionou na primeira temporada, ganhando a torcida especialmente por ter feito o gol da vitória em um clássico contra o River Plate. Com os xeneizes ganharia ainda o Mundial Interclubes em 2003 contra um favorito Milan nos pênaltis. Entretanto, lesões o impediram de ficar por mais tempo no Boca, que o vendeu para o Dorados, do México, ainda em 2004. No Dorados Iarley foi artilheiro do time no campeonato mexicano com 5 gols em 17 jogos.
Um ano depois, voltaria ao Brasil, agora como jogador do Internacional sendo titular na equipe colorada que conquistou o Mundial de Clubes.
Na final contra o Barcelona, Iarley foi fundamental para a conquista do Internacional, dando o passe para o gol de Adriano Gabiru e retendo a bola por minutos preciosos no campo do Barcelona garantindo o resultado que deu o título de Campeão do Mundo da FIFA aos colorados, o segundo mundial conquistado por ele. Iarley continuaria no Inter por mais três anos até ser contratado pelo Goiás em 2008.
No Goiás, Iarley fez uma ótima campanha marcando 12 gols no brasileirão de 2008 e ainda conquistou o Campeonato Goiano em 2009. No brasileirão de 2009 o feito se repetiu marcando novamente 12 gols na temporada, o que chamou a atenção do Corinthians.
No dia 6 de dezembro de 2009, Iarley acertou com o Corinthians para a Libertadores do centenário em 2010 com um contrato de 1 ano. Iarley assina com o Corinthians. Logo em sua primeira partida pelo clube, contra o Monte Azul, o jogador marcou um gol.
Em 21 de dezembro de 2010, Iarley voltou ao clube no qual foi ídolo, o Corinthians o emprestou para o Ceará, para a disputa do Campeonato Cearense e do Campeonato Brasileiro da Série A até o dia 30 de junho de 2011.
Em 2011, após ser tornado reserva, Iarley deixou o Ceará e, por empréstimo, acertou o retorno ao Goiás.
No dia 2 de setembro de 2011, Iarley completou 100 jogos pelo Goiás. Onde a sua equipe perdeu de 2-1, inclusive, ele marcou um gol. Foi campeão pelo Goiás da Série B, inclusive marcando o gol do título.
Em janeiro de 2013, após não renovar com o Goiás, Iarley acertou após 10 anos, sua volta ao Paysandu.
Acertou, para 2014, sua volta ao Ferroviário. Na sua estreia, marcou 3 gols no joga contra o Crato, no campeonato cearense.
No dia 22 de agosto de 2014, anunciou a sua aposentadoria dos gramados de futebol.
No dia 30 de abril de 2016, Iarley foi contratado para ser o novo coordenador das categorias de base do Internacional. Em 2017, foi anunciado para jogar a série prata de futsal, pelo SER Alvorada. Marcou 4 gols em 3 jogos. E seu anúncio foi surpreendente e trouxe uma boa visibilidade para a cidade vizinha de Porto Alegre.

## Carreira como treinador
Iarley se lançou como técnico em 2022, assumindo o Garibaldi, visando a disputa da Terceira Divisão Gaúcha. Porém, a passagem pela Serra durou apenas dois jogos, sendo demitido com duas derrotas.
Em julho de 2023, foi confirmado como treinador da equipe sub-20 da Chapecoense. Permaneceu no clube até janeiro de 2024, quando foi desligado, após a eliminação na segunda fase da Copinha.
Em fevereiro de 2024, acertou com o Santa Cruz (RS), com a dura missão de salvar o clube, que já se encontrava em situação delicada, do rebaixamento no Gauchão. O objetivo acabou não sendo concretizado, e Iarley deixou o alvinegro após o fim da competição, sem vitórias, em seis jogos.
Ainda em 2024, comandou o Moto Club na Série D do Brasileirão. Deixou o clube na 12ª rodada da competição, após derrota para o Maranhão, por 5 a 1.
Em fevereiro de 2025, foi confirmado no São Luiz, novamente com o objetivo de salvar um clube do rebaixamento no Gauchão. Mas, desta vez, a missão foi bem sucedida. E Iarley não só salvou o alvirrubro do rebaixamento, como garantiu a classificação da equipe para a Série D do Brasileirão de 2026. Com os bons resultados, foi mantido para a disputa da Série D de 2025, mas foi demitido nas primeiras rodadas, após uma queda de desempenho.
Em junho de 2025, retornou ao Santa Cruz (RS), que estava no meio de tabela na Divisão de Acesso do Gauchão. A segunda passagem de Iarley pelos Plátanos durou pouco mais de um mês, sendo desligado do clube após o empate em casa contra o Gramadense, na 12ª rodada, deixando o clube na 10ª posição. 
Atualmente, está sem clube.

## Títulos
Ceará
- Campeonato Cearense: 2002, 2011

Boca Juniors
- Torneio Apertura: 2003
- Copa Intercontinental: 2003

Internacional
- Copa Libertadores da América: 2006
- Copa do Mundo de Clubes: 2006
- Recopa Sul-Americana: 2007
- Copa Dubai: 2008
- Campeonato Gaúcho: 2008

Goiás
- Campeonato Goiano: 2009, 2012
- Campeonato Brasileiro - Série B: 2012

Paysandu
- Campeonato Paraense: 2013

## Prêmios
Internacional
- Prêmio Craque do Brasileirão: 2006 (Troféu de Bronze) (Atacante)
- Prêmio Craque do Campeonato Mundial de Clubes da FIFA: 2006 (Bola de Prata)

Goiás
- Prêmio Craque do Brasileirão: 2009 (Troféu de Bronze) (Segundo Atacante).
- Seleção do Campeonato Goiano 2012